# Scopelopsis
Scopelopsis is een monotypisch geslacht van straalvinnige vissen uit de familie van lantaarnvissen (Myctophidae).

## Soort
- Scopelopsis multipunctatus Brauer, 1906